# Günter Virt
Günter Virt (* 25. Februar 1940 in Wien) ist ein österreichischer, römisch-katholischer Geistlicher und Professor für Moraltheologie.

## Leben
Nach seinem Besuch des Wiener Schottengymnasiums studierte Günter Virt 1958 zunächst Pharmazie und von 1958 bis 1965 Katholische Theologie an der Universität Wien. Während des Studiums wurde er 1960 Mitglied der katholischen Studentenverbindung KÖHV Sängerschaft Waltharia Wien im ÖCV. 1962 machte er ein Lizentiat der Philosophie an der Universität Innsbruck. 1965 wurde er zum Priester geweiht. Nach seelsorgerischer Tätigkeit als Kaplan in der Pfarrgemeinde Mödling (1965–1967) und als Studentenseelsorger in der Wiener Hochschulgemeinde (1969–1971) wurde er 1970 an der Universität Wien zum Dr. theol. promoviert.
1970 wurde er Assistent am Institut für Moraltheologie in Wien und bildete sich in Psychoanalytik im Wiener Kreis für Tiefenpsychologie weiter. Virt habilitierte sich 1981 im Fachbereich katholische Theologie  an der Eberhard-Karls-Universität Tübingen. 1981 erhielt er einen Ruf als Professor für Moraltheologie nach Paderborn, 1983 wechselte er nach Salzburg und 1986 an die Universität Wien als Ordinarius für Moraltheologie an der katholisch-theologischen Fakultät. Dort wirkte er bis zu seiner Emeritierung im Jahr 2006, seine Nachfolgerin wurde Sigrid Müller, die erste Frau auf einem Moraltheologie-Lehrstuhl.
1993 wurde Günter Virt Direktor des Senatsinstitutes Ethik und Recht in der Medizin, seit 2001 deren stellvertretender Institutsvorstand. Seit 2001 leitet Günter Virt das Institut für Moraltheologie an der Universität Wien. Günter Virt war Mitglied der Bioethikkommission beim österreichischen Bundeskanzleramt und der European Group on Ethics in Science and New Technologies in Brüssel.
Durch die Initiative der österreichischen Abgeordneten des Europarates, Edeltraud Gatterer, wurde unter der Leitung von Günter Virt die so genannte EU-Recommendation 1418 erstellt. Darin wird beispielsweise der Schutz des Lebens, der vermehrte Einsatz der Palliativmedizin und der Ausbau der Palliative Care gefordert, wie dies von der Hospizbewegung vorbildhaft verwirklicht wird. Niemand soll gegen seinen Willen behandelt oder weiterbehandelt werden und die Berücksichtigung von Patientenverfügungen soll rechtlich abgesichert werden. Die Empfehlung wurde 1999 vom Europarat mit großer Mehrheit angenommen.
Virt hat in den letzten Jahren zahlreiche Veröffentlichungen zur Biopolitik, Biomedizin und ethischen Auseinandersetzung mit der Stammzellenforschung veröffentlicht. Darüber hinaus beschäftigt er sich mit der Menschenwürde in Zusammenhang mit der Todesstrafe, der Sterbehilfe, des Organhandels, der embryonalen Stammzellenforschung, der Patentierung biologisch und gentechnisch gewonnener Erfindungen auf Basis verbrauchender Embryonenforschung, der pränatalen Diagnostik, der Präimplantationsdiagnostik (PID), die Frage nach der Zukunft der sozialstaatlichen Gesundheitssysteme, die Implantationsmedizin sowie letztlich die Debatte über die Frage nach Beginn und Ende menschlichen Lebens.
Für seine Leistungen in ethischer Forschung und Politikberatung wurde er im Juni 2010 vom Bundespräsidenten mit dem Österreichischen Ehrenkreuz für Wissenschaft und Kunst I. Klasse ausgezeichnet. 2020 erhielt er das Goldene Doktordiplom der Universität Wien,

## Schriften
- Epikie – verantwortlicher Umgang mit Normen: eine historisch-systematische Untersuchung zu Aristoteles, Thomas von Aquin und Franz Suarez. Matthias-Grünewald-Verlag, Mainz 1983 (Tübinger theologische Studien; Bd. 21), ISBN 3-7867-1035-X, 299 S.
- Moral begründen – Moral verkünden, Innsbruck 1985, ISBN 3-7022-1557-3
- Neues Lexikon der christlichen Moral, Tyrolia 1990, ISBN 3-7022-1754-1, zusammen mit Hans Rotter
- Leben bis zum Ende. Zur Ethik des Sterbens und des Todes, Innsbruck-Wien 1998
- Für ein Lebensrecht der Schöpfung, Otto Müller Salzburg 2001, ISBN 3-7013-0735-0, zusammen mit Dolores Bauer
- Sterben und sterben lassen, Tyrolia 2002, ISBN 3-7022-2172-7
- Der Globalisierungsprozess, Herder Freiburg 2002, ISBN 3-451-27930-4
- Damit Menschsein Zukunft hat, Echter Würzburg 2007, ISBN 978-3-429-02906-7